# سولنوك
سولنوك (بالمجرية: Szolnok)‏ هي مدينة ومقر مقاطعة مقاطعة ياس-نادكون-سولنك في وسط المجر. يقع موقعها على ضفاف تيسا في قلب السهول المجرية العظمى، ما جعلها مفترق طرق ذا أهمية ثقافية واقتصادية لعدة قرون.

## الموقع الجغرافي
تقع سولنوك في قلب السهول المجرية العظمى في التقاء نهري تيسا وزاغيفا. وتبعد حوالي 100 كيلومتر (62 ميل) إلى الشرق والجنوب الشرقي من مدينة بودابست. مناخ المنطقة قاري مع صيف حار وشتاء معتدل نسبيا. وتعتبر المنطقة إحدى أكثر المناطق المشمسة في أوروبا؛ ومتوسط هطول الأمطار حوالي 490 مليمتر (19 بوصة) سنويا.

### المناخ
المناخ في هذه المنطقة يخلتف اختلافات بسيطة بين المرتفعات والمنخفضات، وتهطل الأمطار بشكل كافي على مدار العام. ويتبع المناح تصنيف كوبن للمناخ الفرعي "Cfb" (مناخ بحري على الساحل الغربي/مناخ محيطي).
| البيانات المناخية لـ{{{location}}} | البيانات المناخية لـ{{{location}}} | البيانات المناخية لـ{{{location}}} | البيانات المناخية لـ{{{location}}} | البيانات المناخية لـ{{{location}}} | البيانات المناخية لـ{{{location}}} | البيانات المناخية لـ{{{location}}} | البيانات المناخية لـ{{{location}}} | البيانات المناخية لـ{{{location}}} | البيانات المناخية لـ{{{location}}} | البيانات المناخية لـ{{{location}}} | البيانات المناخية لـ{{{location}}} | البيانات المناخية لـ{{{location}}} | البيانات المناخية لـ{{{location}}} |
| الشهر                              | يناير                              | فبراير                             | مارس                               | أبريل                              | مايو                               | يونيو                              | يوليو                              | أغسطس                              | سبتمبر                             | أكتوبر                             | نوفمبر                             | ديسمبر                             | المعدل السنوي                      |
| ---------------------------------- | ---------------------------------- | ---------------------------------- | ---------------------------------- | ---------------------------------- | ---------------------------------- | ---------------------------------- | ---------------------------------- | ---------------------------------- | ---------------------------------- | ---------------------------------- | ---------------------------------- | ---------------------------------- | ---------------------------------- |
| الدرجة القصوى °م (°ف)              | 13 (56)                            | 18 (65)                            | 25 (77)                            | 28 (82)                            | 32 (90)                            | 33 (92)                            | 36 (97)                            | 36 (97)                            | 33 (92)                            | 28 (82)                            | 19 (66)                            | 18 (64)                            | 36 (97)                            |
| متوسط درجة الحرارة الكبرى °م (°ف)  | 2.1 (35.8)                         | 5.4 (41.7)                         | 11.3 (52.3)                        | 16.8 (62.2)                        | 22.3 (72.1)                        | 25.4 (77.7)                        | 27.7 (81.9)                        | 27.4 (81.3)                        | 22.9 (73.2)                        | 16.6 (61.9)                        | 8.3 (46.9)                         | 3.5 (38.3)                         | 15.8 (60.4)                        |
| المتوسط اليومي °م (°ف)             | −0.8 (30.6)                        | 1.3 (34.3)                         | 5.9 (42.6)                         | 11.5 (52.7)                        | 16.9 (62.4)                        | 20.5 (68.9)                        | 21.8 (71.2)                        | 21.3 (70.3)                        | 16.6 (61.9)                        | 10.9 (51.6)                        | 4.7 (40.5)                         | 0.9 (33.6)                         | 11.0 (51.7)                        |
| متوسط درجة الحرارة الصغرى °م (°ف)  | −4.1 (24.6)                        | −2.6 (27.3)                        | 0.9 (33.6)                         | 5.6 (42.1)                         | 10.6 (51.1)                        | 13.6 (56.5)                        | 15.2 (59.4)                        | 14.8 (58.6)                        | 10.9 (51.6)                        | 5.8 (42.4)                         | 1.0 (33.8)                         | −2.3 (27.9)                        | 5.8 (42.4)                         |
| أدنى درجة حرارة °م (°ف)            | −24 (−12)                          | −23 (−9)                           | −16 (3)                            | −3 (27)                            | 0 (32)                             | 7 (45)                             | 8 (46)                             | 6 (43)                             | −1 (30)                            | −7 (19)                            | −15 (5)                            | −19 (−2)                           | −24 (−12)                          |
| الهطول مم (إنش)                    | 27 (1.1)                           | 24 (0.9)                           | 26 (1.0)                           | 41 (1.6)                           | 60 (2.4)                           | 64 (2.5)                           | 53 (2.1)                           | 49 (1.9)                           | 42 (1.7)                           | 34 (1.3)                           | 39 (1.5)                           | 37 (1.5)                           | 496 (19.5)                         |
| متوسط أيام هطول الأمطار            | 14                                 | 12                                 | 12                                 | 12                                 | 13                                 | 13                                 | 10                                 | 8                                  | 8                                  | 10                                 | 13                                 | 16                                 | 141                                |
| متوسط الأيام الممطرة               | 7                                  | 7                                  | 11                                 | 12                                 | 13                                 | 13                                 | 10                                 | 8                                  | 8                                  | 10                                 | 12                                 | 11                                 | 122                                |
| متوسط الأيام المثلجة               | 8                                  | 6                                  | 3                                  | —                                  | —                                  | —                                  | —                                  | —                                  | —                                  | —                                  | 2                                  | 6                                  | —                                  |
| ساعات سطوع الشمس الشهرية           | 60                                 | 96                                 | 148                                | 186                                | 247                                | 261                                | 283                                | 265                                | 200                                | 153                                | 75                                 | 52                                 | 2٬026                              |
| المصدر #1: Weatherbase             |                                    |                                    |                                    |                                    |                                    |                                    |                                    |                                    |                                    |                                    |                                    |                                    |                                    |
| المصدر #2: OMSZ                    |                                    |                                    |                                    |                                    |                                    |                                    |                                    |                                    |                                    |                                    |                                    |                                    |                                    |

## الاسم
سميت المدينة على أول سيد لها، ويدعى ساونيك أو زونوك. وذكرت المدينة رسميا أول مرة باسم زونوك في عام 1075. وفي القرون التالية، تم تسجيل اسمها بتهجئات مختلفة مثل Saunic ،Zounuc ،Zawnuch. ربما أتت هذه التناقضات في الهجاء بسبب اختلاف الأصوات المجرية عند تحولها من الأبجدية المجرية القديمة إلى الأبجدية اللاتينية. هناك تصور آخر يقول أو اسم اسم Szaunik لم يكن اسم شخص، بل أشار إلى تجارة الملح (بالمجرية: só)‏ الكبيرة في المنطقة.
في بعض لغات المناطق القريبة، تم تحريف اسم المدينة، على سبيل المثال (بالألمانية: Sollnock or Zolnock)‏، (بالرومانية: Solnoca)‏، (بالروسية: Сольнок)‏ وهي مستمدة من علاقات هذه المناطق التاريخية مع المدينة.

## توأمة
لسولنوك اتفاقيات توأمة مع كل من:
- فورلي
- Kikinda [الإنجليزية]‏
- رويتلينغن
- بايا ماري (1990 - )
- Eastwood, Nottinghamshire [الإنجليزية]‏
- راكفير منذ (2008 - )

## أعلام
- جانوس ناغي
- لاسلو بارثا
- غيرغو لوفرنتشيتش
- يوزيف ناغي
- جيولا كيلنر
- ساندور ناغي